# Måns Pär Fogelberg
Tor Måns Pär Fogelberg, född 1975 i Stockholm, är en svensk manusförfattare, främst inom tv. 
Fogelberg har bland annat skrivit frågor och ledtrådar i På spåret för säsongen 2006/2007, varit inslagsproducent på Filmkrönikan och Popcorn samt gjort ett antal satiriska kåserier i den kortlivade digitala provsatsningen på SVT 2000-2001. Tillsammans med Patrik Dufwa har han skrivit och producerat ett antal kortfilmer som visats bland annat på Göteborg Film Festival. Framför kameran har han synts bland annat som reporter i Aftonbladet TV 7's satirsatsning En man åt Victoria våren 2007.
Under åren 2000–2004 arbetade Fogelberg som lärare och handledare på IHTV. 